# الاستخدام الدولي للدولار الأمريكي
أُسِّس الدولار الأمريكي باعتباره العملة الاحتياطية الأولى في العالم بموجب اتفاقية بريتون وودز لعام 1944؛ إذ أخذ مكانة الجنيه الإسترليني بعد الدمار الذي خلفته حربين عالميتين والإنفاق الهائل لاحتياطات الذهب في المملكة المتحدة. بقي الدولار العملة الاحتياطية الأولى في العالم على الرغم من توقف ارتباطه بالذهب في عام 1971. أنشأت اتفاقية بريتون وودز أيضًا النظام النقدي العالمي بعد الحرب؛ وذلك من خلال وضع قواعد ومؤسسات وإجراءات لتوجيه التجارة الدولية؛ والوصول إلى أسواق رأس المال العالمية باستخدام الدولار الأمريكي.
تحتفظ البنوك المركزية والشركات الأجنبية والأفراد في جميع أنحاء العالم بالدولار الأمريكي في شكل حسابات ودائع أجنبية باليورودولار (لعدم الخلط بينه وبين اليورو)، وكذلك في شكل أوراق نقدية بقيمة 100 دولار أمريكي، ويقدر أن 75% منها في بنوك خارجية. يُعد الدولار الأمريكي غالبًا الوحدة النقدية القياسية المستخدمة لتسعير البضائع وتداولها، وتسوية المدفوعات بها، في أسواق السلع العالمية.
الدولار الأمريكي هو أيضًا العملة الرسمية في العديد من البلدان، والعملة بحكم الأمر الواقع في العديد من البلدان الأخرى، مع عملات الاحتياطي الفيدرالي (وفي حالات قليلة، العملات المعدنية الأمريكية) المستخدمة في التداول.
يطبق نظام الاحتياطي الفيدرالي السياسة النقدية للولايات المتحدة، إذ يعمل هذا النظام بمثابة البنك المركزي للدولة.

## في الأسواق العالمية
إن حكومة الولايات المتحدة قادرة على اقتراض تريليونات الدولارات من أسواق رأس المال العالمية بالدولار الأمريكي الصادر عن مجلس الاحتياطي الفيدرالي، والذي يخضع هو نفسه لسلطة الحكومة الأمريكية، وبأسعار فائدة دنيا وبدون مخاطر فعلية للتخلف عن السداد. تضطر الحكومات والشركات الأجنبية غير القادرة على جمع الأموال بعملاتها المحلية في المقابل إلى إصدار ديون مقومة بالدولار الأمريكي؛ وذلك إلى جانب أسعار الفائدة المرتفعة الناتجة عنها ومخاطر التخلف عن السداد. توصف قدرة الولايات المتحدة على الاقتراض بعملتها الخاصة دون مواجهة أزمة كبيرة في ميزان المدفوعات غالبًا على أنها امتيازها الباهظ.

## الدولرة وأسعار الصرف الثابتة
تستخدم الدول الأخرى إلى جانب الولايات المتحدة الدولار الأمريكي كعملة رسمية لها، وهي عملية تُعرف باسم الدولرة الرسمية. تستخدم بنما الدولار مثلًا جنبًا إلى جنب مع البالبوا البنمي كعملة قانونية منذ عام 1904 بمعدل تحويل 1:1. اعتمدت الإكوادور بعام 2000 والسلفادور بعام 2001 وتيمور الشرقية بعام 2000 العملة بشكل مستقل. اختار الأعضاء السابقون في إقليم جزر المحيط الهادئ الذي تديره الولايات المتحدة، والذي شمل بالاو، وولايات ميكرونيسيا المتحدة، وجزر مارشال عدم إصدار عملتهم الخاصة بعد أن أصبحوا مستقلين، إذ اعتمد جميعهم الدولار الأمريكي منذ عام 1944. هناك ملحقان (إقليمان) بريطانيان يستخدمان أيضًا الدولار الأمريكي، وهما جزر العذراء البريطانية (1959) وجزر توركس وكايكوس (1973). تبنت جزر بونير وسينت أوستاتيوس وسابا، المعروفة الآن مجتمعة باسم هولندا الكاريبية، الدولار في 1 يناير 2011 كنتيجة لتفكك جزر الأنتيل الهولندية.
يُعد الدولار الأمريكي عملة رسمية في زيمبابوي، إلى جانب اليورو، والجنيه الإسترليني، والبولا، والراند والعديد من العملات الأخرى. طُرِحت سلسلة من عملات السندات الزيمبابوية (المعدنية) للتداول في 18 ديسمبر 2014 بفئات 1 و5 و10 و25 سنتًا، وبعد ذلك عملتي 50 سنت و1 دولار، ورُبِطت جميعها بنفس سعر العملات الأمريكية. تصدر بعض البلدان التي تبنت الدولار الأمريكي عملات معدنية خاصة بها أيضًا.
تربط بعض البلدان الأخرى عملتها بالدولار الأمريكي بسعر صرف ثابت. يمكن تبادل العملات المحلية في برمودا وجزر الباهاما بحرية بنسبة 1:1 مقابل الدولار الأمريكي. استخدمت الأرجنتين سعر صرف ثابت بنسبة 1:1 بين البيزو الأرجنتيني والدولار الأمريكي منذ عام 1991 حتى عام 2002. تُعد عملات بربادوس وبليز قابلة للتحويل على نحو مماثل بنسبة 1:2 تقريبًا. يرتبط غيلدر الأنتيل الهولندية (وخليفه الغيلدر الكاريبي) والفلورن الأروبي بالدولار بسعر ثابت بلغ 1.79:1. رُبِط دولار شرق الكاريبي بالدولار بمعدل ثابت قدره 1:2.7، وتستخدمه جميع دول وأقاليم منظمة دول شرق الكاريبي باستثناء جزر العذراء البريطانية. يساوي الدولار في لبنان 1500 ليرة لبنانية، ويستخدم بالتبادل مع العملة المحلية كعملة قانونية بحكم الواقع. رُبِط سعر الصرف بين دولار هونغ كونغ ودولار الولايات المتحدة منذ عام 1983 بسعر 7.8 لدولار هونغ كونغ مقابل الدولار الأمريكي، وتُربط الباتاكا الماكاوية بدولار هونغ كونغ بسعر 1.03 لدولار الباتاكا الماكاوية مقابل دولار هونغ كونغ، وترتبط بشكل غير مباشر بالدولار الأمريكي تقريبًا بقيمة 8 باتاكا ماكاوية مقابل الدولار الأمريكي. تربط العديد من الدول العربية المنتجة للنفط في الخليج العربي، بما في ذلك المملكة العربية السعودية، عملاتها بالدولار، وذلك لأن الدولار هو العملة المستخدمة في تجارة النفط الدولية.
رُبِط الرنمينبي في جمهورية الصين الشعبية بشكل غير رسمي ومثير للجدل بالدولار في منتصف تسعينات القرن العشرين عند 8.28 يوان مقابل دولار أمريكي. ربطت ماليزيا الرينغيت عند 3.8 رينغيت ماليزي مقابل دولار أمريكي في سبتمبر 1998 بعد الأزمة المالية. فك كلا البلدين ارتباط عملاتهما في 21 يوليو 2005، واعتمدتا تعويمًا مُدارًا مقابل مجموعة من العملات، وفعلت الكويت الشيء نفسه في 20 مايو 2007. أعيد ربط اليوان الصيني فعليًا بالدولار منذ يوليو 2008 بقيمة 6.83 يوان مقابل دولار أمريكي، بعد ثلاث سنوات من الارتفاع البطيء، وذلك على الرغم من عدم وجود إعلان رسمي. استقر اليوان على هذه القيمة ضمن نطاق ضيق منذ ذلك الحين على غرار دولار هونغ كونغ.
تستخدم العديد من البلدان نموذج سعر صرف متحرك، إذ تنخفض قيمة العملة بمعدل ثابت بالنسبة للدولار. تنخفض قيمة الكوردبا (عملة نيكاراغوا) مثلًا بنسبة 5% سنويًا.
ربطت بيلاروسيا عملتها، الروبل البيلاروسي، من ناحية أخرى بمجموعة من العملات الأجنبية (الدولار الأمريكي واليورو والروبل الروسي) في عام 2009. أدى ذلك في عام 2011 إلى أزمة العملة عندما أصبحت الحكومة غير قادرة على الوفاء بوعدها بتحويل الروبل البيلاروسي إلى العملات الأجنبية بسعر صرف ثابت. انخفضت أسعار صرف الروبل الروسي بمقدار الثلثين، وارتفعت جميع أسعار الواردات وانخفضت مستويات المعيشة.
يُقبل التعامل بالدولار الأمريكي بشكل عام في بعض البلدان، مثل كوستاريكا وهندوراس، وذلك على الرغم من عدم اعتباره رسميًا كعملة قانونية. يُقبل التعامل بالدولار في منطقة الحدود الشمالية للمكسيك والمناطق السياحية الرئيسية كما لو كان عملة قانونية ثانية. يقبل أيضًا العديد من التجار الكنديين القريبين من الحدود، وكذلك المتاجر الكبيرة في المدن الكبرى والنقاط السياحية الرئيسية في بيرو، الدولار الأمريكي، على الرغم من أنه عادةً ما يكون بقيمة تناسب التاجر. تتداول كمبوديا الدولار الأمريكي بحرية، وتفضله على الريال الكمبودي للمشتريات الكبيرة، مع استخدام الريال للفكة لاسترجاع ما تبقى من دولار أمريكي. قُبِل الدولار الأمريكي كعملة قانونية في أفغانستان بعد الاحتلال الأمريكي، ولكن حكومة طالبان حظرت استخدام العملات الأجنبية في عام 2021.

## إزالة الدولرة
وفقًا لتقرير صادر عن "The Sunday Guardian": الاستخدام العالمي للدولار الأمريكي كعملة قد ينخفض أكثر إلى 40-45٪ في غضون 2-3 سنوات مقبلة.

### الصين
منذ عام 2011 ، تتحول الصين تدريجياً من التجارة في الدولار الأمريكي لصالح اليوان الصيني ، وفي مارس 2018 ، بدأت الصين في شراء النفط باليوان المدعوم بالذهب. من ناحية أخرى ، في عام 2022 ، زعمت تقارير متعددة أن المملكة العربية السعودية تجري محادثات مع الصين بشأن تداول النفط والغاز السعودي مع الصين باليوان الصيني بدلاً من الدولار.

### المملكة العربية السعودية
صرح وزير المالية السعودي محمد الجدعان في يناير 2023 بما يلي: وهو مفتوح للتداول بعملات أخرى غير الدولار الأمريكي ، ويعتبر هذا التعبير للمرة الأولى منذ 48 عامًا.